# Santa Bárbara (Santander)
Santa Bárbara – miasto w Kolumbii, w departamencie Santander.